# Sanhadja
Cet article concerne un groupe historique berbère. Pour le peuple contemporain de Mauritanie et du Sénégal, voir Zenagas. Pour leur langue, voir zenaga (langue).
Les Sanhadja, Iznagen, ou Zenaga (en tamazight : ⵉⵥⵏⴰⴳⵏ, Iẓnagen, sing. ⴰⵥⵏⴰⴳ Aẓnag, en arabe : صنهاجة Senhaja ou زناگة Znaga, sing. صنهاجي Senhaji ou زناگي Znagi) forment l'une des trois grandes confédérations tribales berbères (avec les Zénètes et les Masmoudas), divisée en différentes tribus et sous-tribus.
Ils ont eu une influence majeure sur l'histoire de l'Afrique du Nord et dans une moindre mesure sur celle de l'Espagne.

## Ethnonyme
L'ethnonyme Sanhadja fait référence à un regroupement de tribus berbères qui ont joué un rôle historique significatif au cours de l'époque médiévale. Des dynasties émergentes en Ifriqiya, au Maghreb et en Al-Andalus ont contribué à renforcer l'influence de plusieurs tribus Sanhadja , qu'elles soient sédentaires dans le Maghreb central ou nomades dans le Sahara, pendant les périodes des dynasties zirides et almoravides.
On trouve aussi les variantes : Ifnayen, Znaga, Zenaga, Sanaga, Senaja, Senhaji, Sanhaji, Sanhaja, Çanhaja, Sinhâja. Les Sanhaja se nomment eux-mêmes Iznagen, « les fils de Znag » en berbère.
Leur nom se perpétue aujourd'hui dans celui des Zenagas, confédération de tribus amazighes de la Mauritanie du Sud-Ouest et du Nord du Sénégal parlant le zenaga.
Le toponyme moderne Saneg est présent sur la carte topographique de Médéa (Algérie) sous la forme arabisée Senahdja, qui est le pluriel de Senhadj. La région entre Vinaza (Saneg), une localité antique située dans la partie méridionale du Djebel Titteri, et l'habitat moderne des Sanhadja  qui persiste à ce jour à une vingtaine de kilomètres au nord de Sour El Ghozlane constituait le territoire des Sanhadja sédentaires.
Plusieurs tribus au Maroc portent encore le vocable Sanhaja ou Zenaga, on citera notamment les Sanhadja de Srayr ou les Zenaga de l'Anti-Atlas. On retrouve également les Zenaga dans la toponymie des lieux au Maroc, comme avec Ksar Zenaga à Figuig, une oasis de l'est marocain.
Une hypothèse prétendrait que les Sanhajas seraient à l'origine du nom Sénégal, par l'intermédiaire du portugais Sanaga (voir Étymologie du nom Sénégal), alors que d'autres prétendent que le nom Sénégal procéderait de la déformation de l'expression wolof suñu gaal, « notre pirogue »..

## Étymologie
Le nom « Iznagen » (ⵉⵣⵏⴰⴳⵏ) est le pluriel du mot « Aznag » (ⴰⵣⵏⴰⴳ), et est composé de « Azn » (ⴰⵣⵏ) qui signifie « envoyer, expédier » et « Ag » (ⴰⴳ) qui signifie « Fils », en langue berbère sanhadjienne. Le suffixe -en, et le remplacement de la première lettre du mot au singulier en A- par un I- sont utilisés pour marquer le pluriel.
Le nom Vsinaza, attesté au début du IIIe siècle dans le Djebel Titteri (qui deviendra le bastion des Zirides), est un toponyme construit sur Vsinazi (signifiant « fils de Ṣinag / Ṣinadj/ Ṣinaz »), un ethnonyme identifiable avec le nom des Berbères Sanhadja tel qu'il apparaît dans les sources arabes (Ṣinhāja, Ouled Saneg ou Zanāg). Les transcriptions, qu'elles soient latines ou arabes, de cet ethnonyme renvoient toutes au même nom berbère, celui des Iznagen.
Selon Ibn Khaldoun, le terme Sanhāj est un nom berbère arabisé désignant l'ancêtre éponyme des Sanhadja. Il explique que la forme initiale était Sanāk ou Sanāg, ce nom a subi une légère transformation, les Arabes ont notamment introduit le (h) pour l'adapter à leur langue. Ainsi, en raison de ces changements, Sanāk et Sanāg sont devenus Sanhāj. Cette explication linguistique est aujourd'hui confirmée par la découverte de Vsinaza (Saneg), une ville antique située près de la médiévale Achir.

## Populations
Selon Ibn Khaldoun, les Sanhaja constituaient une des sept grandes tribus des Branès, Branès serait le fils de Mazigh, l'ancêtre de tous les Berbères.
Selon Émile Janier, les Sanhaja se divisaient en deux branches : les sédentaires habitant les Kabylies, c'est-à-dire les montagnes du Tell, et les nomades, hommes au litham habitant le Sahara,. Des groupes moins importants vivaient dans le Maghreb al-Aqsa, mais aucune de ces tribus sanhadjiennes n’eut le moindre pouvoir politique contrairement aux deux autres.
Les Sanhaja sahariens étaient nomades, et sont régis par une organisation matrilinéaire de la parenté contrairement aux autres sociétés berbères. Les hommes portent le voile du visage, le litham, d'où leur nom de « voilés ». Parmi ces tribus Sanhaja sahariennes voilées, on  retrouve : les Djoddala ou Gadala qui occupaient la partie sud-occidentale du Sahara au nord du Sénégal, les Lemtuna (ou Lemtouna), et les Messoufa ou Massoufa. Ces tribus sont à l'origine de la dynastie des Almoravides.
Le chroniqueur musulman, Al-Bakri écrit au XIe siècle : « Ce sont des nomades qui errent dans le désert, ils parcourent une contrée qui s’étend en l’espace de deux mois de marche, tant en longueur qu’en largeur, et qui sépare le pays des terres d’Islam ».
Selon les auteurs d'expression arabe, les massifs du Sahara central étaient habités par la branche Targa des Sanhaja, qui sont les ancêtres des Touaregs.
Aussi, les caravanes commerciales qui transitaient de la boucle du Niger jusqu'au Sahara septentrional notamment d'Ouargla et du Djebel Nefoussa étaient protégées par les Touaregs,.

### En Algérie
Ibn Khaldoun comptait près de soixante-dix branches : l’une des plus importantes était les Talkāta qui occupaient une partie du Maghreb central.
Ziri ibn Menad, ancêtre des dynasties Zirides et Hammadides qui ont régné dans le Maghreb central et en Ifriqiya, est issu de la tribu des Talkata. Mais dans son inventaire établi en 2007 et 2010, Aleya Bouzid a confectionné les notices de 92 tribus « Sanhadja» mentionnées par les sources médiévales. Le même auteur a tiré la conclusion que les Sanhadja sédentaires étaient installés dans la partie orientale du Maghreb central, en particulier à l'ouest du Zab, au moment de la conquête musulmane.

### Au Maroc
Les tribus Sanhaja peuplent actuellement une grande partie du territoire du Maroc et se trouvent principalement dans les régions suivantes :
- Le sud-est du Maroc[19] où les deux grandes confédérations berbères Aït Atta[20],[21] et Aït Yafelman sont Sanhaja
- Le Moyen-Atlas[22],[19] avec notamment la célèbre confédération des Zayanes réputée pour ses batailles et dont la célèbre figure historique Mouha Ou Hammou Zayani fait partie
- La partie orientale du Haut Atlas où la confédération des Aït Izdeg d'origine Sanhaja forme la majorité de la population
- Une partie des tribus chleuh de l'Anti-Atlas est de la même manière Sanhaja (où la tribu des Znaga ou Iznagen porte encore le nom de la tribu mère)
- Dans l'oasis de Figuig où un des ksar de l'oasis porte leur nom (ksar Zenaga) et dont l'origine est lointaine
- Au Sahara, avec les tribus des Ouled Tidrarine, des Ahl Barikallah ou encore des Ait Oumribet, vivant pour cette dernière entre l'Anti Atlas et le Sahara, réputée descendante des Almoravides.
- Les Sanhadja de Srayr dans le Rif central[23].

Les Sanhaja de langue occupent notamment aujourd'hui au Maroc une longue bande de territoire, sensiblement orientée nord-sud, qui a son unité linguistique et qui s'étend de Rabat, de Meknès et de Fès jusqu'au Sahara. C'est ce qui forme le pays des Aït Mguild (Aït Mgild), des Zemmour, des Gerwan et des Zayyan.

## Histoire

### Préhistoire et Antiquité
Les ancêtres des Sanhadja constituaient sous le Haut-Empire romain une tribu maure du Djebel Titteri qui disposait d’une ville (Oppidum Vsinazense). Le nom de Vsinaza attesté au début du IIIe siècle dans la région, est un toponyme construit sur Vsinazi (= fils de Ṣinag / Ṣinadj/ Ṣinaz), un ethnonyme identifiable avec le nom des Berbères et les transcriptions (latine et arabes) de cet ethnonyme qui renvoie à un même nom berbère, celui des Iẓnagen.
D'après Ibn Khaldoun, la migration des Sanhadja nomades du Tell vers le Sahara aurait ses racines à l'époque préislamique. Les Sanhadja du désert occupaient un territoire saharien depuis au moins le VIIe siècle, comme en témoignent les récits de la conquête arabe.
Selon Léon l'Africain, les Zanaga sont des Numides. Toutefois sa description de la Numidie ne correspond pas à la Numidie romaine. Il évoque plutôt une bande de terrain au nord du Sahara. Strabon en fait des voisins méridionaux des Garamantes. Il est possible que le nom des Gétules ait été conservé dans celui de la tribu Sanhadja des Djoddala, également connue sous les noms de Gadala, Gudâla ou Guezula.
À la fin de l'Antiquité, les Sanhaja fondent la ville d'Aoudaghost[réf. nécessaire].

### Période des dynasties berbères
À partir du IXe siècle, les rameaux sanhaja du Sahara occidental en phase d'islamisation, Lemtuna de l'Adrar mauritanien, Gadala et Messoufa nomadisant entre le Haut Niger et le Sénégal, constituent une nouvelle confédération pour contrôler le commerce transsaharien et concurrencer les royaumes païens du Sahel saharien. Mais cette unité reste fragile. En 990, le royaume du Ghana s'empare d'Aoudaghost. Au début du XIe siècle, une nouvelle confédération se constitue pour reconquérir le commerce et déclarer la guerre sainte pour convertir les Noirs.
Les Sanhadja (antiques Vsinazi), les Masufa (antiques Masofi) et Lamadiya (antiques Lambdienses), sont parmi les communautés qui ont formé au Moyen Âge la confédération des Sanhadja sédentaires. Cette importante confédération tribale a été dirigée à partir du Xe siècle par la branche des Talkata. Ibn Khaldoun rapporte que le territoire des Sanhaja s’étend, dans le Maghreb central, des environs de Miliana jusqu’à la Mitidja et d'Achir dans le Titteri jusqu’au sud de Béjaïa. Les tribus Sanhaja sont des sédentaires agriculteurs au nord de l’Atlas blidéen et nomades ou semi-nomades au Sud, entre l’Ouarsenis, le Titteri et le Sud des Bibans. Le pays des Sanhaja abrite plusieurs villes importantes dont M'Sila, Alger, Médéa, Achir et Miliana.
En 971, Bologhine ibn Ziri, chef des Sanhaja habitant entre M'Sila et Alger, est investi gouverneur du Maghreb central par les Fatimides, en raison du rôle de son père Ziri ibn Menad, ancêtre de la dynastie des Zirides, lors des révoltes kharidjites d'Abu Yazid et expéditions contre les Zénètes en Oranie. Bologhine construit sa capitale Achir et plusieurs villes dans le Maghreb central : Alger, Miliana et Médéa. Devenus émirs, les Zirides s'emparent de l'Ifriqiya. Hammad ibn Bologhine, un des fils des Bologhine, fonde en 1015 la dynastie des Hammadides qui règne sur le Maghreb central depuis la nouvelle capitale construite en 1007, Kalâa des Béni Hammad, puis à partir de 1090 Béjaia. Par ailleurs, Zawi, fils de Ziri ibn Menad, fonda la Taïfa de Grenade en Al-Andalus.
Une autre dynastie issue des tribus Sanhaja règne aux XIe siècle et XIIe siècles sur l'Ouest du Maghreb et le pays d'Al-Andalus : les Almoravides. À l'origine, la dynastie almoravide est un mouvement religieux initié chez les Sanhaja sahariens par Yahya ben Ibrahim, chef gadala, et Abdellah ben Yassin, prédicateur rencontré par Yahya Ibn Ibrahim au retour de La Mecque.
Ces dynasties règnent sur le Maghreb (et al-Andalus) jusqu'en 1152. Elles sont défaites par les Almohades.
Au XIVe siècle, l'arrivée des Banu Hassan provoque le déclin des tribus Iznaguen. La domination des Hassaniya sur les Sanhaja est entérinée par la défaite des seconds au terme de la guerre de Char Bouba.

### Période moderne
La langue Sanhaja a donné plusieurs variantes dont les principales sont aujourd'hui le kabyle (éventuellement?) en Algérie et certains autres groupes ethniques tels que les populations de l'Atlas blidéen (région de Algérois) ainsi que certains restes de parlés en pays Ketamas.[réf. nécessaire]
Le sanhadji de Srayr parlé dans le Sud-Ouest du Rif, le Tamazight du Moyen-Atlas et du Sud-Est marocain,,, et le zenaga parlé au Sénégal et au sud de la Mauritanie par les Zenagas, minorité ethnique berbérophone comptant de 2.000 à 25 000 locuteurs,. On notera que les Beidanes parlant le hassaniyya sont issus d'un mélange de tribus arabes et berbères Sanhaja.